# Bianca Belair
Bianca Nicole Crawford (de soltera Blair; Knoxville, Tennessee, 9 de abril de 1989) es una luchadora profesional estadounidense. Actualmente trabaja para la empresa WWE, donde se presenta en la marca SmackDown bajo el nombre de Bianca Belair.
Debutó como luchadora profesional para WWE en 2017 como parte del primer Mae Young Classic. Entre sus logros está el ser tres veces campeona mundial femenina, siendo dos veces Campeona Femenina de Raw (ella tiene el reinado más largo con 420 días y el más corto con 80 segundos) y una vez Campeona Femenina de SmackDown, además de ser la ganadora del Royal Rumble femenino 2021 siendo la segunda persona afroamericana en lograrlo, tras The Rock. En abril de ese año, Belair formaría parte del evento principal de la noche 1 en WrestleMania 37 junto con Sasha Banks por el Campeonato Femenino de SmackDown.
En 2023, Belair batió el récord como la Campeona Femenina de Raw con el reinado más longevo (420 días), y WWE la promocionó como la campeona femenina con el reinado más largo de la era moderna. Este récord convirtió también en la campeona individual afroamericana con el reinado más largo en la historia, superando los 343 días de MVP como Campeón de los Estados Unidos.

## Primeros años
Blair asistió a la escuela secundaria Austin-East Magnet en Knoxville, Tennessee, donde tuvo éxito en varios deportes, como el atletismo. Fue atleta de pista y campo que compitió en obstáculos y tuvo lo que el escritor de ESPN Sean Hurd llamó «una carrera de atletismo volátil de seis años» que la llevó a asistir a tres universidades. Primero asistió a la Universidad de Carolina del Sur y luego a la Universidad de Texas A&M, y luego no compitió durante un año, antes de completar su carrera universitaria en la Universidad de Tennessee, donde se convirtió en All-SEC y All-American, además de ser nombrada para el cuadro de honor académico de la SEC en 2011 y 2012. Blair también fue competidora de CrossFit y levantadora de pesas, lo que la llevó a aparecer en la revista RX, la revista Femme Rouge, y en CrossFit.com. Se vio obligada a abandonar su carrera en el CrossFit debido a una condritis intercostal, también conocida como síndrome de costillas móviles.

## Carrera

### WWE

#### NXT (2016-2020)

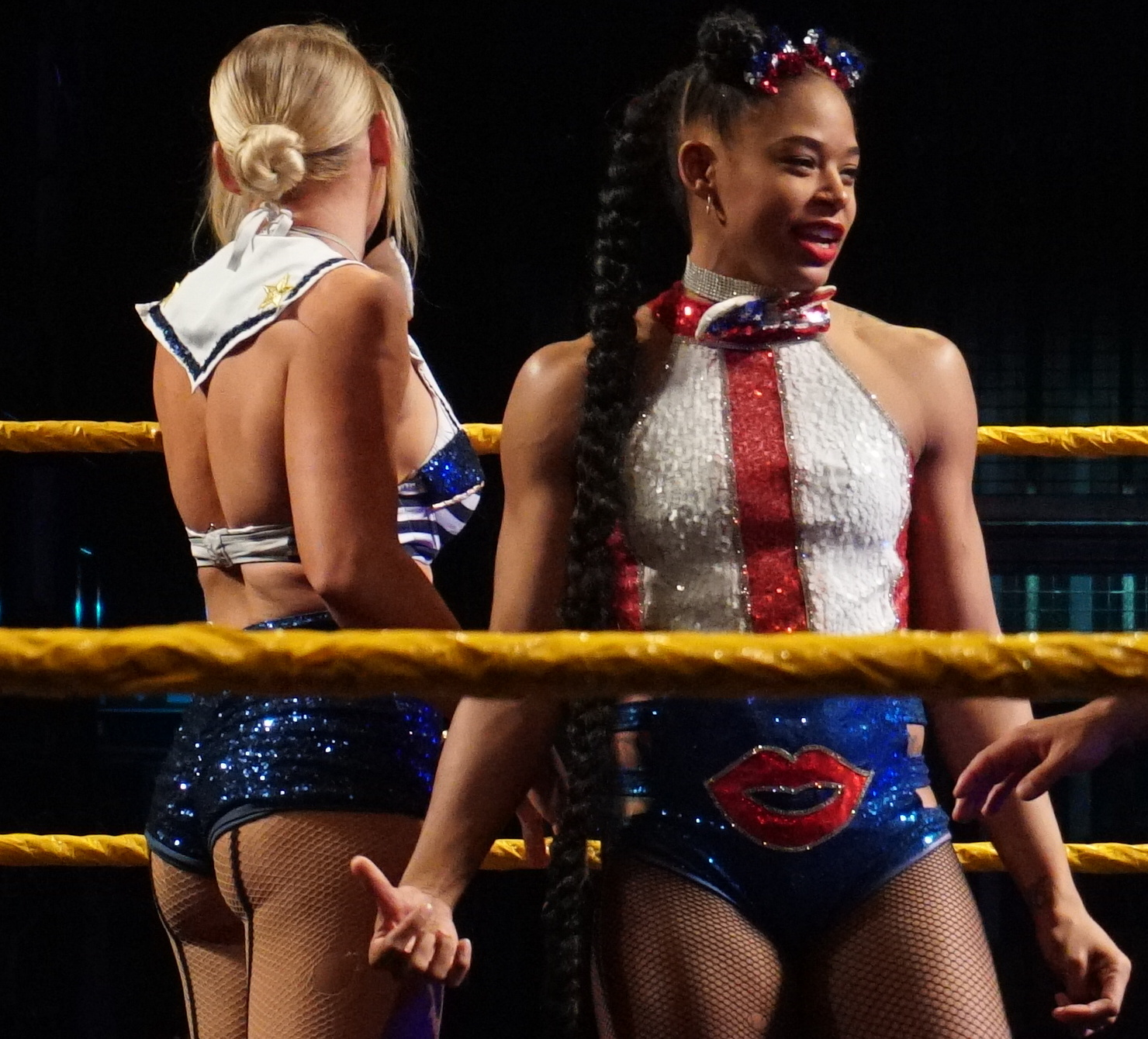
Belair (derecha) y Lacey Evans antes de un combate en equipos durante un house show, junio de 2018.

El 12 de abril de 2016, WWE anunció a Blair como parte de una nueva clase de aprendices de NXT. Blair hizo su debut en el ring el 29 de septiembre del mismo año, durante un house show de NXT donde compitió contra Aliyah, saliendo derrotada. En las grabaciones del 20 de abril de 2017 para NXT, compitió contra Ruby Riot, Candice LeRae, Sonya Deville, Aliyah, Liv Morgan, Nikki Cross, Reina González, Sarah Bridges, Rachel Evers, Peyton Royce, Lacey Evans, Billie Kay y Ember Moon en un Battle Royal para determinar a la retadora #1 por el Campeonato Femenino de NXT, sin embargo no logró ganar, siendo este su debut televisado.
El 30 de junio en NXT derrotó a Aliyah para entrar al torneo "Mae Young Classic", en dicho torneo logró eliminar en la primera fase a Sage Beckett, pero en la segunda fase fue eliminada por Kairi Sane. El 8 de abril BelAir participó en el WrestleMania Women's Battle Royal en el cual logró eliminar a Lana pero más tarde fue eliminada por Becky Lynch.

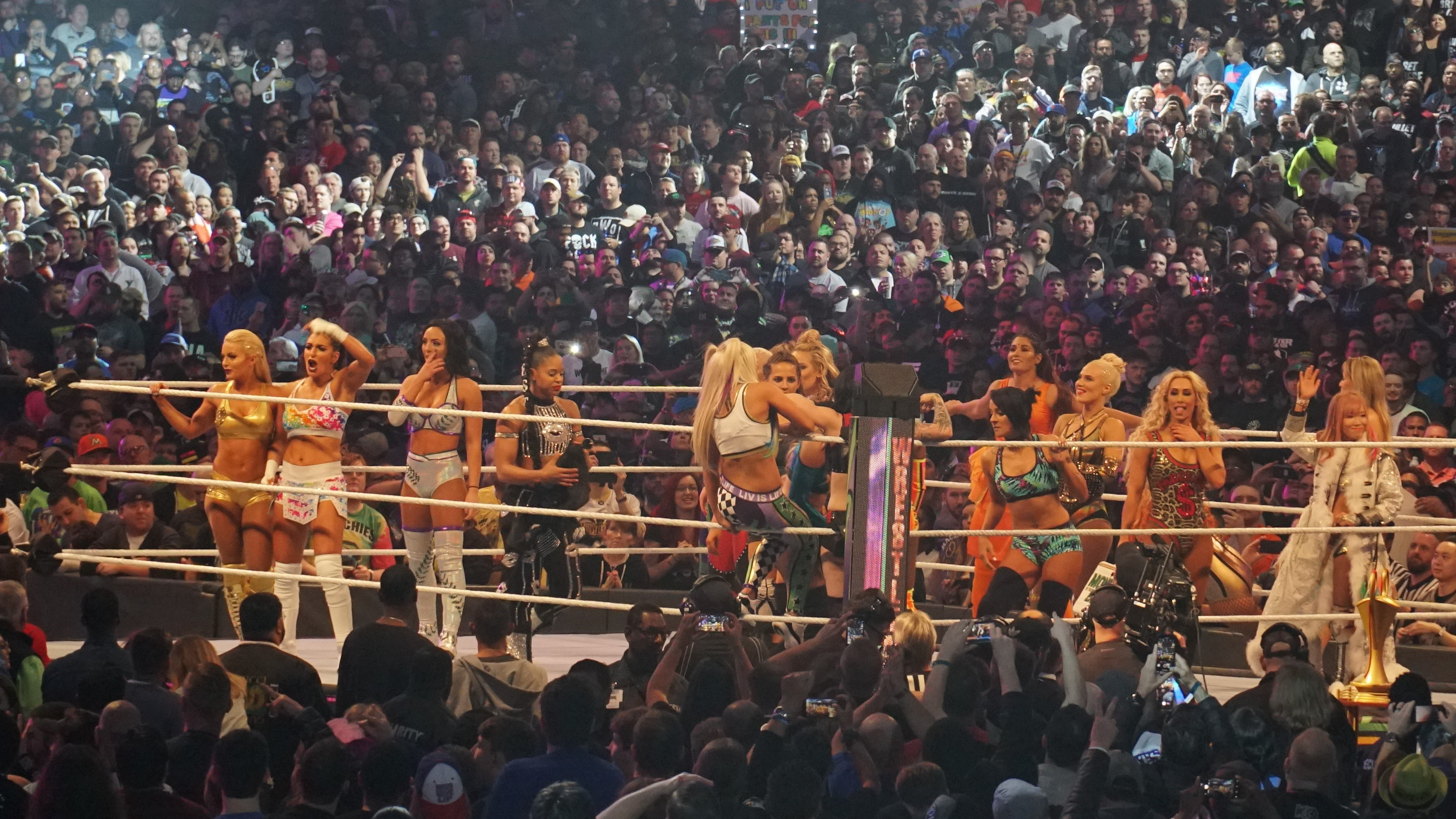
Belair (cuarta desde la izquierda) en WrestleMania 34, 2018.

En diciembre, Belair ganó un combate de Fatal 4-Way Match contra Lacey Evans, Mia Yim e Io Shirai para convertirse en la contendiente #1 por el Campeonato Femenino de NXT. El 26 de enero, en NXT TakeOver: Phoenix, después de múltiples interferencias de Jessamyn Duke y Marina Shafir, Belair perdió a Shayna Baszler porque no tuvo éxito en ganar el título y su racha invicta también terminó en 367 días. BelAir tendría otra oportunidad por el campeonato pero está vez Kairi Sane e Io Shirai se verían involucradas en la lucha que se celebraría en NXT TakeOver: New York, donde saldrían derrotadas por Baszler al hacer rendir a Bianca. Después de sus derrotas BelAir empezaría una rivalidad con Mia Yim, saliendo derrotada en 2 de sus 3 encuentros.
En NXT del 15 de enero derrotó a Candice LeRae, Mia Yim, Kacy Catanzaro, Mercedes Martínez, Io Shirai, Chelsea Green, Xia Li, Tegan Nox, Shotzi Blackheart, Vanessa Borne, Kayden Carter, Santana Garrett, Shayna Baszler, MJ Jenkins, Catalina, Deonna Purrazzo & Jessi Kamea en una Battle Royal Match ganando una oportunidad al Campeonato Femenino de NXT de Rhea Ripley en NXT TakeOver: Portland. En NXT Take Over: Portland, se enfrentó a Rhea Ripley por el Campeonato Femenino de NXT, sin embargo perdió.

#### Campeona Femenina de SmackDown (2020-2021)
En WrestleMania 36, Belair cambió a face rescatando a los Campeones en Parejas de Raw The Street Profits (Angelo Dawkins & Montez Ford, este último su esposo) del ataque perpetuado por Zelina Vega, Angel Garza y Austin Theory tras su combate en equipos. La noche siguiente en Raw, Belair se estableció como parte del elenco de la marca formando equipo con The Street Profits enfrentando y derrotando a Vega, Garza y Theory.
El 14 de agosto en SmackDown, estuvo en la batalla real que determinaría a la contendiente #1 por el campeonato femenino de la marca azul, sin embargo fue eliminada por Tegan Nox. Como parte del Draft en octubre, Belair fue traspasada a SmackDown. En el episodio del 30 de octubre en SmackDown, Bianca derrotó a Billie Kay y Natalya en una triple amenaza, ganando un lugar en el Team SmackDown que representaría a su marca en Survivor Series; sin embargo, en dicho PPV no logró ganar ya que Nia Jax y Shayna Baszler le impidieron regresar al cuadrilátero, siendo descalificada.
En 2021, Belair empezó una rivalidad con Bayley, después de que esta última afirmara ser la mejor dentro de la empresa, lo que dio pie a varios segmentos entre las dos. En la edición del 18 de diciembre de SmackDown, Bayley derrotó a Bianca en un partido individual por medio de trampa, sin embargo, Belair obtuvo su revancha el 29 de enero pero en esta ocasión saliendo victoriosa. El 31 de enero en el Royal Rumble, Bianca ganó la Rumble femenina eliminando al final a Rhea Ripley, convirtiéndose en la segunda superestrella afrodescendiente en conseguir dicho logro, solo detrás de The Rock. Permaneciendo en la lucha 56 minutos, el récord más largo establecido en una Royal Rumble femenina entrando como la #3. En el episodio de SmackDown del 26 de febrero, ella eligió a Sasha Banks como su oponente por el Campeonato Femenino de SmackDown para WrestleMania. En el main event de la noche 1 de WrestleMania 37, Belair derrotó a Banks para ganar el Campeonato Femenino de SmackDown, el primer título de su carrera. Su combate con Banks, que fue uno de los más emocionantes en el año, marcó la primera vez en que dos mujeres afrodescendientes encabezaran la cartelera del evento. Luego tuvo exitosas defensas contra Bayley en WrestleMania Backlash, y en Hell in a Cell dentro de la estructura Hell in a Cell.
En SummerSlam, Belair estaba programada para defender su título contra Banks, pero durante el evento, WWE anunció que Banks no podría competir y sería reemplazada por Carmella. Sin embargo, Carmella fue atacada por Becky Lynch, quien regresó tras 14 meses de ausencia y desafió a Belair por el título. Belair aceptó y perdió el combate en cuestión de segundos después de dos movimientos de Lynch, por lo que esta ganó el título, poniendo fin a su reinado en 133 días. En Extreme Rules, Belair derrotó a Lynch por descalificación debido a la interferencia de Banks que regresaba, por lo que no ganó el título.
Como parte del Draft, fue reclutada por Raw. En Crown Jewel, Belair no pudo recuperar el título tras caer derrotada ante Lynch en una triple amenaza que también involucró a Banks. En el episodio del 1 de noviembre de Raw, se enfrentó nuevamente a Lynch, sólo que en esta ocasión era por el Campeonato Femenino de Raw, siendo derrotada. Posteriormente en Survivor Series, Belair hizo historia al convertirse en la primera persona en superar una desventaja de cuatro contra uno para ganar el combate tradicional por equipos, dándole la victoria al Team Raw como la única sobreviviente.

#### Campeona Femenina de Raw (2022-2023)
En Royal Rumble, Belair participó en el Royal Rumble femenino ingresando en el #8, y con una duración de 47 minutos, antes de ser eliminada por Charlotte Flair. Se anunció que formaría parte del combate Elimination Chamber en el evento homónimo por una oportunidad por el Campeonato Femenino de Raw en WrestleMania 38. En el evento, Belair se convirtió en la contendiente #1 por el título, reavivando así su enemistad con Becky Lynch. Finalmente, Belair derrotó a Lynch en la noche 1 de WrestleMania para convertirse en Campeona Femenina de Raw.
En Hell in a Cell, Belair retuvo el campeonato al vencer a Lynch y Asuka en una triple amenaza, y nuevamente en Money in the Bank venciendo a Carmella, quien ocupaba el lugar de Rhea Ripley debido a una lesión de esta. Belair luego defendió con éxito su título contra Becky Lynch en SummerSlam, consumando nuevamente su venganza hacía Lynch de la derrota sufrida un año atrás en el mismo evento, aunque después del combate ambas se abrazaron en señal de respeto. Sin embargo, se enfrentaron al regreso de Bayley y sus nuevos aliadas Dakota Kai e Iyo Sky, reavivando su enemistad con Bayley. En el episodio del 8 de agosto de Raw, Belair formó una alianza con Alexa Bliss y Asuka para desafiar a Bayley, Dakota y Sky, quienes más adelante se darían a conocer como Damage Control. En el evento Cash at the Castle realizado en Cardiff el 3 de septiembre, Belair y sus compañeras fueron derrotadas por Damage Control cuando Bayley la inmovilizó. Luego en Extreme Rules, Belair retuvo con éxito el Campeonato Femenino de Raw contra Bayley en un intenso Ladder match. El 20 de octubre de 2022, Belair se convirtió en la primera persona afroamericana, sea varón o mujer en individual en estar más de 200 días como campeona en la historia de la compañía.
El 5 de noviembre, en el evento Crown Jewel, Belair se enfretó nuevamente a Bayley por el Campeonato Femenino de Raw en un Last Woman Standing Match, lucha la cual ganó y así retuvo con éxito el Campeonato. Tres semanas después en Survivor Series WarGames el 26 de noviembre, Belair, Asuka, Bliss, Mia Yim y Becky Lynch -quien regresó días antes tras una lesión- derrotaron a Damage Control, Nikki Cross y Rhea Ripley en una partida de WarGames después de que Lynch cubriera a Kai.
En el episodio del 2 de enero de 2023, Belair inició el año con una defensa titular ante Alexa Bliss por descalificación después de que una Bliss poseída le atacara a ella y al árbitro. Más adelante se programó una revancha entre las dos para Royal Rumble por el título, donde retuvo exitosamente tras llevarse otra victoria sobre Bliss. El 2 de abril en la segunda noche de WrestleMania 39, retuvo su campeonato ante Asuka, quien había obtenido una oportunidad a su título luego de haber sido ganadora de la Elimination Chamber femenina 2023.
Como parte del Draft 2023, fue trasladada a la marca SmackDown. En Backlash, Belair retuvo el título contra Iyo Sky, para luego superar el reinado de Becky Lynch como más largo de la historia (llegando a la barrera de los 400 días), así como la campeona femenina con el reinado más largo de la era moderna. En el episodio del 12 de mayo de SmackDown, fue interrumpida por Asuka mientras realizaba una celebración que había preparado con motivo de que esa noche se encontraban en Knoxville, Tenesse, su ciudad natal, además de que su familia y amigos se hallaban entre el público, y por convertirse en la campeona femenina del reinado más largo en la era moderna. Ahí, Asuka fingió felicitarla antes de escupirle un asian mist especial en la cara. Tras esto, el 18 de mayo WWE anunció que ambas se enfrentarían en un combate por el Campeonato Femenino de Raw en Night of Champions, realizado en Arabia Saudita. El 27 de mayo en el evento, Belair fue derrotada por Asuka y perdió el campeonato, terminando su reinado récord a los 420 días.

#### Feudo con Damage CTRL (2023-2024)
Belair recuperó el título en SummerSlam el 5 de agosto, al derrotar a Asuka y Charlotte Flair para ganar su segundo Campeonato Femenino (anteriormente el Campeonato Femenino Raw); sin embargo, perdió el título ante Iyo Sky después de que esta última cobrara su maletín de Money in the Bank, poniendo fin a su segundo reinado en 1 minuto y 35 segundos. Esto marca el reinado más corto en la historia del título. Después de tomarse un descanso de 2 meses, Belair desafió a Sky por el título en Crown Jewel, pero no tuvo éxito debido a la interferencia de una Kairi Sane que regresaba a la compañía. Tres semanas después en Survivor Series: WarGames el 25 de noviembre, el equipo de Belair, Charlotte Flair, Becky Lynch y Shotzi derrotaría a Damage CTRL, Sane y Asuka en un WarGames match después de que Lynch cubriera a Bayley.
El 27 de enero de 2024 en Royal Rumble,  ingresó a la batalla real femenina en el #10, eliminando a Jordynne Grace, luchadora de TNA que hizo una aparición especial para competir en la lucha, antes de ser eliminada por la ganadora Bayley. Luego participó en el combate femenino de Elimination Chamber, pero fue eliminada por Liv Morgan. En WrestleMania XL, formó equipo con Jade Cargill y Naomi y derrotaron a Damage CTRL (Asuka, Dakota Kai & Kairi Sane).

#### Campeona Triple Corona (2024-presente)
El 4 de mayo del mismo año, en Backlash hizo equipo con Jade Cargill, derrotando a las The Kabuki Warriors y coronándose con el Campeonato Femenino de Parejas. Este fue el primer título de Cargill en WWE y también significó que Belair se convirtiera en la novena ganadora de la Triple Corona Femenina. Belair luego participó en el torneo Queen of the Ring 2024, derrotando a Candice LeRae en la primera ronda, y a Tiffany Stratton en los cuartos de final.

## Otros medios
Belair hizo su debut en videojuegos como personaje jugable en WWE 2K19. Desde entonces, aparece en WWE 2K20, WWE 2K22, y WWE 2K23. A fines de enero de 2020, WWE.com reveló la primera figura de acción de Belair que debutó en la serie básica 107 de Mattel.
El 25 de agosto de 2022, Belair firmó con la agencia de Hollywood WME. El 4 de diciembre del mismo año, reveló que hará su debut en la competencia de fitness y de figura para World Beauty Fitness & Fashion (WBFF) en el Atlantic City ProAm. Dos días después, Belair ganó el primer lugar en Bienestar, el segundo lugar en Fitness, y también recibió una tarjeta profesional de WBFF.

## Vida personal
El 9 de junio de 2017 se anunció que Belair estaba comprometida con el también luchador profesional Kenneth Crawford, más conocido como Montez Ford. Contrajeron matrimonio el 23 de junio de 2018, y es la madrastra de los dos hijos de Crawford de una relación anterior.
Ha sido abierta sobre sus luchas con los trastornos alimentarios, y le da crédito a un exentrenador de atletismo en la Universidad de Texas A&M por ayudarla a priorizar su salud mental y avanzar hacia la recuperación del trastorno.

## Campeonatos y logros
- ESPN

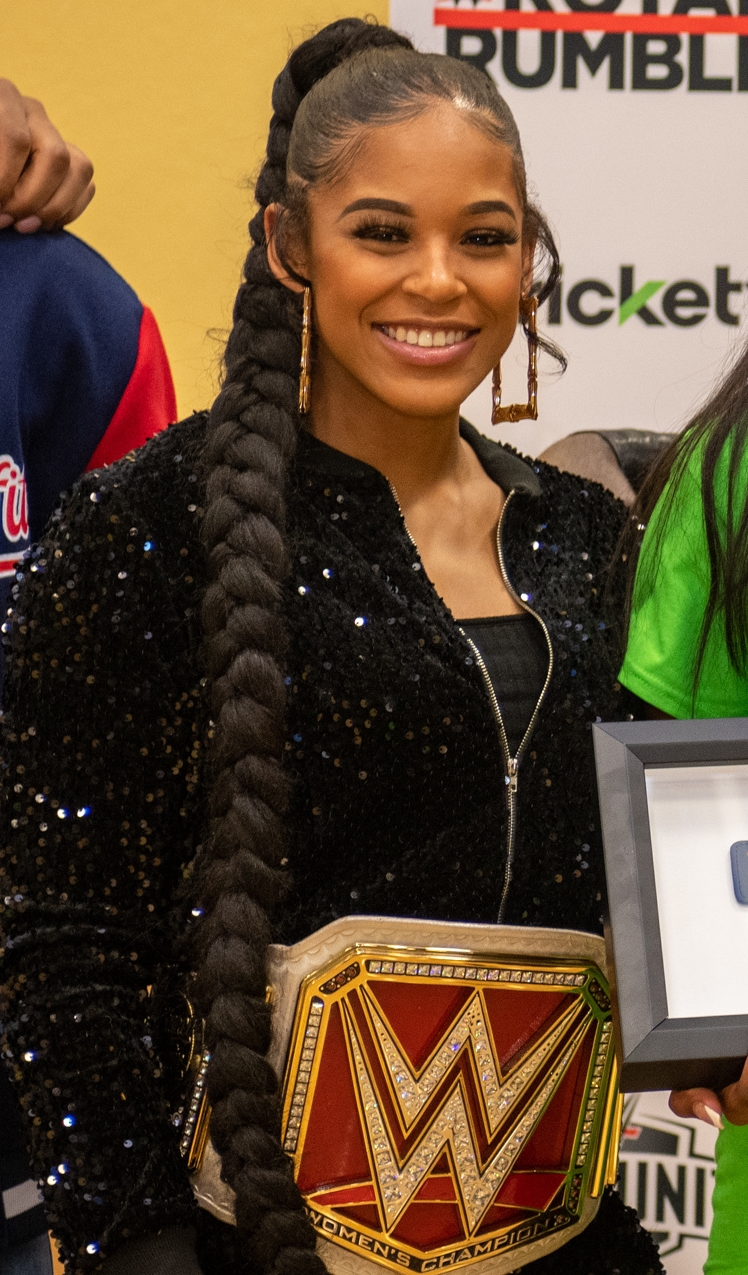
Belair ha sido una vez Campeona Femenina de Raw.

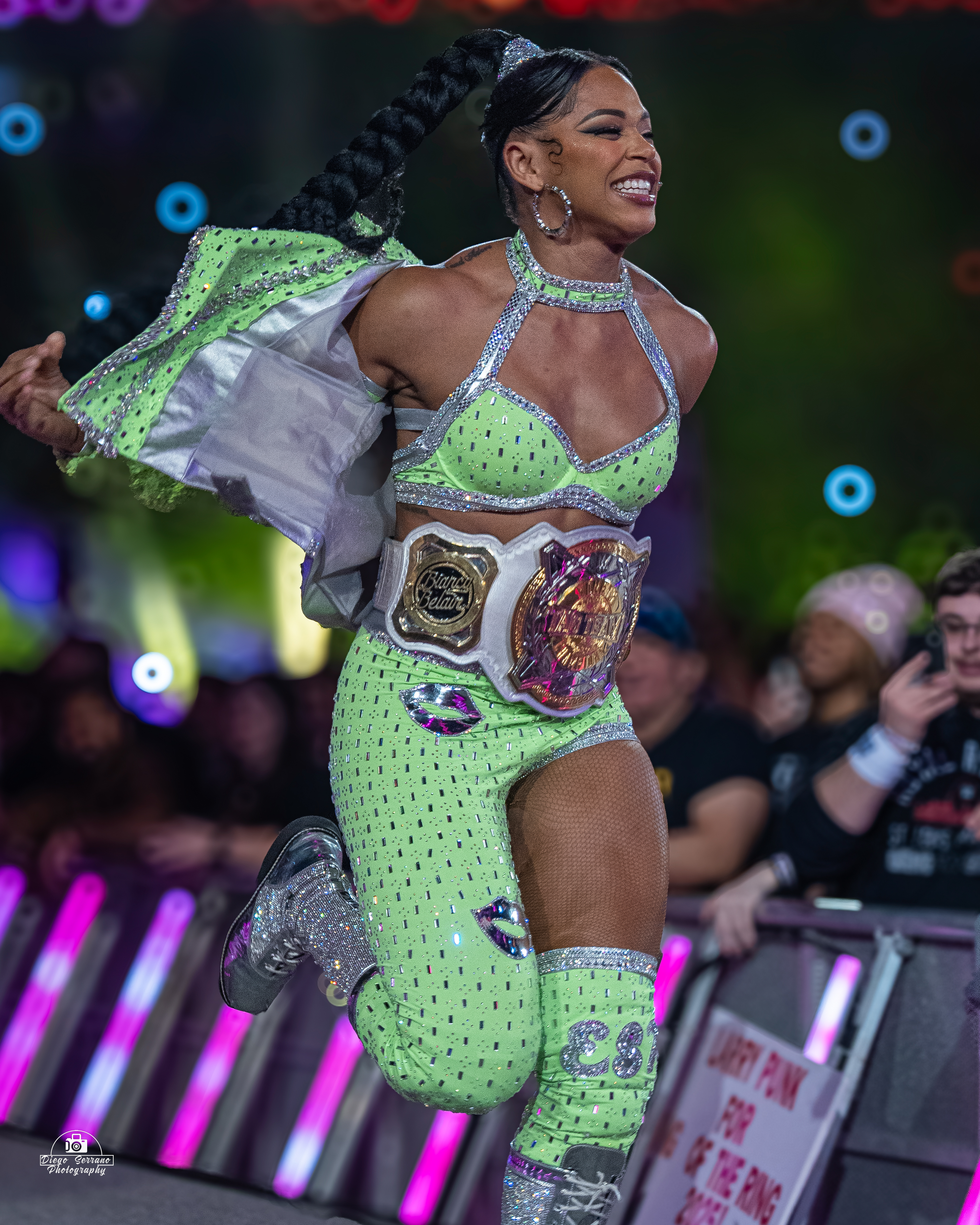
Belair con el cinturón del Campeonato Femenino de Parejas de WWE.

  - Female Wrestler of the Year (2022)[64]

- ESPY Awards
  - Best WWE Moment (2021) – Belair y Sasha Banks hacen historia como las primeras mujeres afrodescendientes en el evento principal de WrestleMania.[65]

- WWE
  - Raw/WWE Women's Championship[Nota 1](2 veces)
  - SmackDown Women's Championship (1 vez)
  - WWE Women's Tag Team Championship (2 veces) — con Jade Cargill y Naomi
  - Campeona Triple Corona Femenina (novena)
  - Women's Royal Rumble (2021)
  - Elimination Chamber (2022, 2025)
  - Bumpy Award (1 vez)
    - Best Match of the Half-Year (2021) - vs. Sasha Banks en WrestleMania 37.[66]

- Sports Illustrated
  - Situada en el N°9 entre las 10 mejores luchadoras del año en 2018.[67]
  - Situada en el N°3 entre las 10 mejores luchadoras del año en 2021.[68]

- Pro Wrestling Illustrated
  - Mujer del año (2022)
  - Situada en el N°85 en el PWI Female 100 en 2018[69]
  - Situada en el Nº36 en el PWI Female 100 en 2019[70]
  - Situada en el Nº23 en el PWI Female 100 en 2020[71]
  - Situada en el Nº1 en el PWI Female 150 en 2021[72]
  - Situada en el Nº2 en el PWI Female 150 en 2022[73]
  - Situada en el Nº3 en el PWI Female 150 en 2023[74]
- Wrestling Observer Newsletter
  - Lucha 5 estrellas - (2025) vs. Iyo Sky vs. Rhea Ripley  en WrestleMania 41 el 20 de abril de 2025